# Heidi Hammel
Heidi Hammel (California, Estados Unidos, 14 de marzo de 1960) es una astrónoma planetaria conocida por su especialización en el estudio de los gigantes gaseosos Urano y Neptuno. Junto con su equipo de investigación, descubrió el clima cambiante de Neptuno y, sobre todo, "la gran mancha oscura" con su "brillante compañera", hecho que tuvo mucha repercusión. También participó en el equipo que estudió "El gran choque del cometa" en Júpiter utilizando el telescopio Hubble, con el cual Heidi ganó una gran fama por parte de la prensa y los ciudadanos con interés por la ciencia. En 2002 fue nombrada por la "Discover Magazine" una de las 50 mujeres más importantes de la ciencia. También recibió ese año la "Medalla de excelencia en comunicación pública Carl Sagan", de la que se siente muy orgullosa.

## Biografía

### Entorno familiar
La familia estaba compuesta por su madre Phyllis M. Hammel, su padre Robert Hammel, Heidi, su hermano Hazen y su hermana Lisa. Heidi era la mayor de los hermanos, y Lisa la pequeña, que nacería dos años después de Heidi. Bob tuvo una buena educación, y quiso lo mismo para sus descendientes, la casa estaba siempre llena de libros y muchos de los juguetes se compraban con motivos educativos. También compraron un telescopio, que Heidi rara vez usaba, prefería pasar el tiempo viendo Star Trek o estudiando los planos de la nave Enterprise.
Pero, como todas, no era una familia perfecta. Bob quería mucho a sus hijas e hijo, pero raramente podía demostrarlo. Cambiaba de trabajo frecuentemente, y por ende, de localidad, lo que le provocaba cada vez más presión y más estrés. Esto le llevó al alcoholismo, y a ser una persona diferente cuando recurría a ello. El ambiente que se respiraba en la casa no era bueno, no se podían relajar en ella, y Heidi, en su época preadolescente, llegó a estar sometida a un gran estrés, que tuvo su punto álgido con un desmayo mientras cantaba en el coro de la iglesia. Phyllis, que pertenecía a la iglesia luterana, le daba a Heidi la serenidad y aplomo que necesitaba, y no estaba dispuesta a poner en juego la salud de sus hijas e hijo, así que, tomó la decisión dolorosa de divorciarse de Robert.

### Estudios
Tras finalizar la escuela secundaria, con unas notas altísimas, en primer lugar decidió seguir el camino de su padre y graduarse en Penn State (Universidad del estado de Pensilvania). Pero su profesora Mary Rhodes, que dirigía un curso avanzado para cuatro estudiantes (en el que estaba Heidi), le instó a que accediera al MIT (Instituto Tecnológico de Massachussets), dada su fortaleza en Matemáticas. Esto convenció a Heidi, que pidió cartas de recomendación a sus profesores. Mary, obviamente, elaboró una carta muy positiva, pero su profesor de química se negó a redactarla, para él las chicas no eran lo suficientemente inteligentes para entrar en el MIT. Dolida, en su lugar pidió cartas de recomendación a otros profesores. Cuando el MIT aceptó su candidatura, tenía ganas de restregársela por la cara a su profesor de química, en cambio le dijo: "Mira, he conseguido entrar en el MIT". La respuesta de él la horrorizó: "Eso es solo porque eres una mujer. Tienen cuotas que rellenar".

### MIT y Tesis postdoctoral
Obtuvo la licenciatura en el MIT en 1982. Fueron años duros, los estudios en este instituto son de gran dificultad, y tuvo algunos problemas con las asignaturas de Física, pero logró sacarlas adelante. En el MIT descubrió la que sería su pasión, la Astronomía. Pasión alimentada, sobre todo, por el doctor James Elliot, del que se convertiría en su asistente. De hecho, formó parte del equipo del Dr. Elliot que descubriría la existencia de anillos en Urano, algo sorprendente. James la recomendó encarecidamente para el Instituto de Astronomía de la Universidad de Hawái, donde Heidi haría el doctorado en Física y Astronomía, que obtuvo finalmente en 1988.
Realizó su tesis doctoral sobre Neptuno, necesitaba investigar algo acerca de lo cual no se conociera mucho en el mundo científico, Urano y Neptuno eran buenos candidatos para ello, pero Urano no ofrecía datos interesantes en ese momento. En cambio, Neptuno, produjo interesantes y chocantes novedades. Una nube brillante a lo largo del planeta, llamada más tarde "Bright Companion" ("Compañera brillante"), una atmósfera cambiante (contrario a lo que se pensaba), y una velocidad de rotación más rápida de lo acordado para este planeta. Los científicos eran escépticos a estas novedades, y más viniendo de una investigadora joven, a Heidi le costó convencerles de que sus datos eran correctos. Pero finalmente lo consiguió, y gracias a ello utilizaron sus cálculos de rotación para determinar la secuencia de grabación de imágenes de la Voyager 2 a su encuentro con Neptuno.
En 1988 finalizó su proyecto de posdoctorado y recibió una posición como residente en la asociación de investigación de la NASA "Jet Propulsion Laboratory", sería parte del equipo (la más joven) de la Voyager 2 cuando esta llegara a Neptuno. Se había convertido una experta en dicho planeta, y por eso la querían en el equipo.
Heidi siempre ha destacado por tener una capacidad asombrosa para interpretar los datos, esto quizás le viene de su niñez, en la que pasaba una gran cantidad de horas jugando con su amiga Teresa Krankel con juegos didácticos como el Monkey Swing, retos matemáticos o el Monopoly. Con este último, las dos niñas creaban gráficos y tablas con los que se divertían y aprendian a analizar datos.

### Carrera profesional

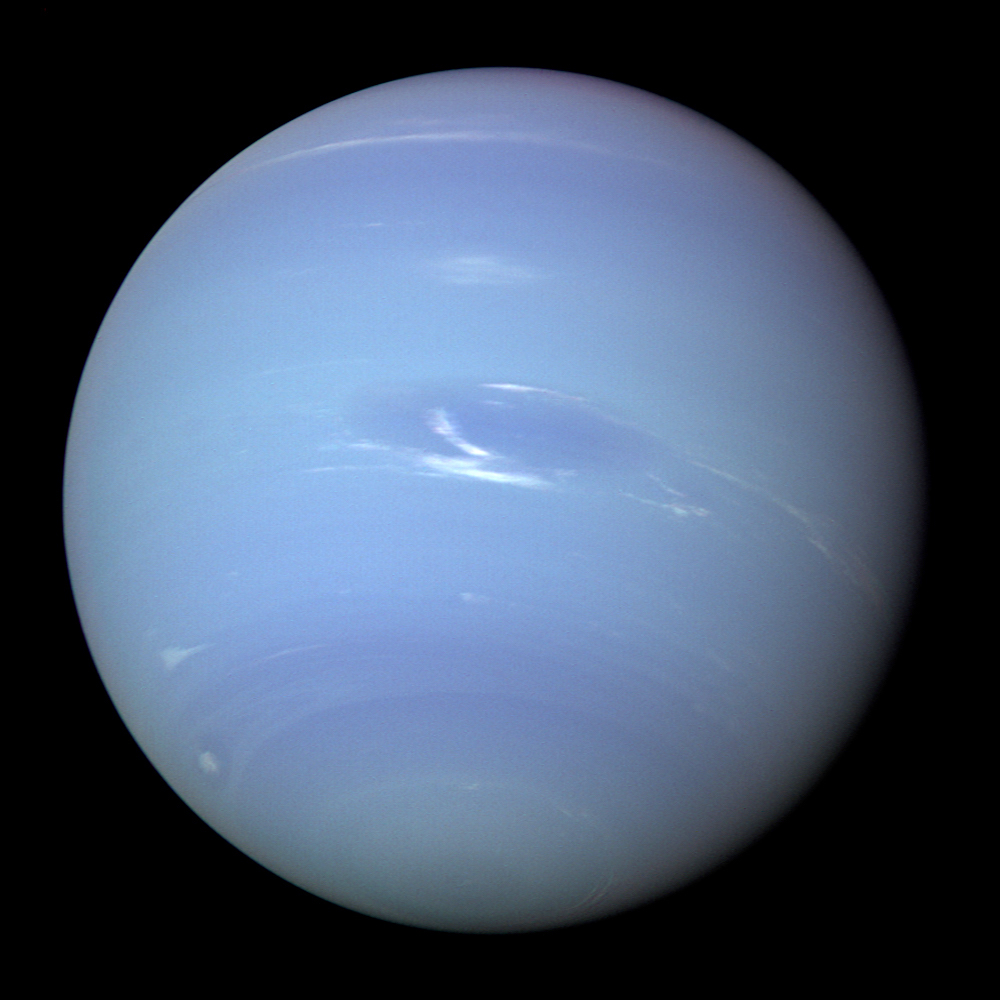
Neptuno y su gran mancha oscura

Cuando la sonda Voyager 2 llegó cerca de Neptuno en agosto de 1989, los astrónomos de la NASA quedaron asombrados. Neptuno recibe solo un 3% de la luz solar que recibe Júpiter, por lo tanto, esperaban encontrar un planeta inactivo, oscuro, sin cambios. Pero las imágenes enviadas por la sonda Voyager decían lo contrario, decían que su mundo era dinámico y turbulento. Lo más sorprendente fue "la gran mancha oscura", una enorme tormenta/huracán en el hemisferio sur del planeta. Si una tormenta de este calibre estuviera en la Tierra, cubriría el planeta entero. Cerca de la gran mancha oscura, se midieron vientos de más de 1500 millas por hora (unos 2400 km/h), lo más fuerte medido en cualquier planeta. Los datos de la Voyager también revelaron que esta gran mancha oscura variaba significativamente a lo largo del breve vuelo de la sonda. Toda esta actividad en Neptuno dejó a los astrónomos incrédulos.

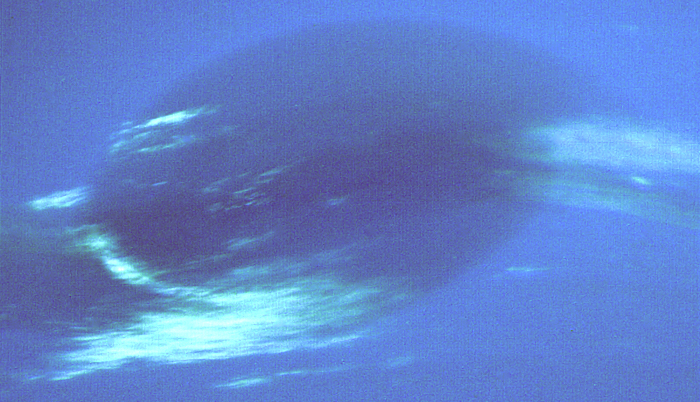
Neptuno y su gran mancha oscura

Heidi, no estuvo físicamente con su equipo de la NASA. En su lugar, prefirió irse a Hawái y utilizar el telescopio de la universidad que allí tenía, para obtener una perspectiva distinta a la que obtenían sus compañeros. Con el filtro rojo aplicado al telescopio, ella no veía la gran mancha oscura, sino una gran nube brillante ("Compañera brillante") que la acompañaba en todo su recorrido. La gran mancha oscura actuaba como una montaña en la Tierra, causando que el aire fluyera alrededor y encima suyo, lo que creaba condiciones cambiantes de temperatura y presión. Estos cambios originan nubes alrededor de la montaña, de igual manera que la gran mancha oscura formaba su gran compañera brillante, una nube contigua que le seguía.
Heidi les dio la clave para entender la climatología de Neptuno, y esto era importantísimo para nuestro planeta. Decía que, "la razón por la que el clima en la Tierra es difícil de predecir es la existencia de océanos y continentes que interactúan con nuestra atmósfera. Pero, en planetas como Jupiter o Neptuno, no hay continentes ni océanos, todo lo que tienes es gas, todo lo que tienes es atmósfera. Y por eso, es más fácil estudiar y modelar el clima en ellos. Pero es el mismo proceso físico, lo mismo sucede tanto en la Tierra como en Neptuno. Estudiar y avanzar en el clima de Neptuno nos hace aprender en general, y eso ayuda a entender mejor el clima en la Tierra".

En 1994, el telescopio Hubble estaba preparado para observar Neptuno, y este planeta, volvía a sorprender a todos los astrónomos. La gran mancha oscura observada en 1989 por la sonda Voyager 2 se había desvanecido sin dejar rastro. Pero Hubble había fotografiado otra importante mancha oscura, esta vez en el hemisferio norte del planeta. Los astrónomos la describieron como una imagen espejo de la anterior mancha.
En esos momentos, al anunciar los descubrimientos, Heidi dijo que "la atmósfera de  Neptuno no solo había cambiado radicalmente desde 1989, sino que también estas nuevas características indicaban que con el extraordinario dinamismo de Neptuno, el planeta era capaz de cambiar su apariencia completamente en unas pocas semanas". Aún quedaba mucho por aprender de este gigante gaseoso.

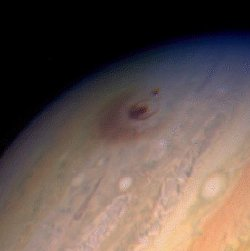
Impacto del cometa Shoemaker Levy-9 en Júpiter

El 25 de marzo de 1993, Carolyn Shoemaker, Eugene Shoemaker y David Levy encontraron su noveno cometa, bautizado como "Shoemaker-Levy 9". Estaba fraccionado en trozos y orbitando Júpiter, debido a la gravedad de este gigante, e iba a colisionar con el planeta el año siguiente. Con una gran experiencia en el telescopio Hubble, Heidi fue seleccionado para liderar un experto equipo que estudiaría el impacto de este cometa en julio de 1994, poniendo el foco específicamente en los cambios atmosféricos que produciría. El impacto fue más importante de lo esperado, hasta aficionados a la astronomía con sus telescopios podían apreciar el cambio producido en el planeta. La manera de contar los descubrimientos a la prensa por parte de Heidi les cautivó, tanto que, se convirtió en la favorita de los reporteros.
"El impacto creó un plumero de gases que se elevó 1000 millas de altura, el planeta fue cubierto con un hollín atmosférico", mencionó Heidi. "Si este impacto hubiera ocurrido en la Tierra, todos nosotros habríamos muerto. Hubiera creado una ruptura de la biosfera importante. Esto es lo que pensamos que les sucedió a los dinosaurios".
Tras estar unos años en Cambridge continuando con el estudio de Urano y Neptuno, en 1996 se casó con Tim Dalton, con quien tuvo tres hijos, el último en 2001. En 1998, se unió al Instituto de Ciencia Espacial (SSI) en Colorado como codirectora de investigación, siendo su principal objetivo el estudio de planetas exteriores y sus satélites. Desde su segundo embarazo estaba sufriendo para compaginar su vida profesional y maternal, por eso buscó la manera de tener una jornada laboral que le permitiera tener las tardes libres para dedicarse a su familia.
En agosto de 2003, tuvo la oportunidad de participar en una sesión de tres días de observación junto con Fred Bortz y otras cuatro personas: David Lynch, Ray Russell, Daryl Kim de la "Aerospace Corporation", y Brad Perry de la NASA. Estaban usando el telescopio con infrarrojos de la NASA (IRTF) en la cima de la montaña más alta de Hawái, "Mauna Kea". El objetivo de Heidi era estudiar las atmósferas de Urano y Neptuno. Ray, en cambio, pretendía estudiar estrellas que permitieran a su compañía mejorar sus productos orbitales. Dave quería ver si una nueva nova estaba formando una nube de polvo. Y Brad quería extender su conocimiento acerca de la astronomía planetaria para poder decidir en la NASA que proyectos serían seleccionados de todos los posibles en cuanto a futuras misiones espaciales. Daryl, ingeniero, era un experto en el aparato de medición conocido como BASS (Sistema de Espectógrafo de Array de Banda Ancha).
Pero este aparato de medición tuvo algún problema, y para cuando lo resolvieron ya no era muy factible observar Urano, así que, pusieron la mira en otro objetivo: Marte estaba en oposición a la Tierra (la Tierra estaba entre Marte y el Sol), y era una buena oportunidad para observar sus lunas, Deimos y Phobos. Y los datos obtenidos fueron sorprendentes, pues revelaban que la superficie de Deimos parecía como la arena en un día soleado. Tomaron estos resultados con cautela, analizaron información existente acerca de estas dos lunas, y volvieron a contrastar otra vez la información recogida durante esos días. Llegaron a la conclusión de que las lunas de Marte, eran más calientes de lo que se pensaba hasta la fecha. Redactaron, eso sí, con cautela, una circular a la comunidad científica con el descubrimiento.

## Gran comunicadora
Además de su labor como profesional, Heidi ha destacado por su gran habilidad como comunicadora. La manera de explicar los detalles de los acontecimientos cautivaba a la prensa, era una de las favoritas de los reporteros. Tiene una gran habilidad para alcanzar al público general, haciendo de sus intervenciones algo divertido para este.
Cuando le preguntan como desarrolló su talento para explicar la ciencia en términos populares, Heidi contesta: "Mi primo Larry fue mi experimento. Cuando era una estudiante, volvía a casa para la semana de acción de gracias, y durante los descansos de sus partidos de futbol, el venía donde mi 'OK, Heidi, ¿en que estás trabajando?' Yo sabía que tenía 30 segundos para explicarle a este tío, que trabajaba en una fábrica de camiones, lo que yo hacía. Él quería solo el resumen. Rápidamente le decía, 'Estoy usando telescopios para tratar de encontrar planetas y descubrir de que están hechos'. Todo científico debería ser capaz de hacer esto." 

## Aficiones
La música era una de sus pasiones (pop, rock, clásica), además le gustaba cantar y tocar diferentes instrumentos. Durante sus diferentes fases de su carrera como estudiante participó en actividades relacionadas con la música, llegando a cantar en coros y tocar en bares con los grupos de amigos relacionados con la música a los que se unía. Siempre ha sido una gran fan del grupo Grateful Dead, del que asistió a varios conciertos épicos. Gracias a Grateful Dead conoció a su primer novio, Olin Harbury, y a su marido Tim Dalton.

## Reconocimientos
- 1995 - Premio "Astronomical Society of the Pacific's 1995 Klumpke-Roberts Award" por la comprensión del público y apreciación de la astronomía.
- 1996 - Premio "Harold C. Urey prize", por su labor de investigación.
- 1996 - Premio nacional "Spirit of American Women", por alentar a las mujeres jóvenes a no seguir los patrones de carrera habituales.
- 1998 - Premio "San Francisco Exploratorium's 1998 Public Understanding of Science Award".
- 2000 - Elegida miembro de la "American Association for the Advancement of Science".
- 2002 - Nombrada por la "Discover Magazine" una de las 50 mujeres más importantes de la ciencia.
- 2002 - "Medalla Carl Sagan" a la comunicación pública, por su gran habilidad comunicadora.
- 2006 - Las observaciones de la información del telescopio Hubble durante el choque del cometa contra Júpiter fueron citadas en el primer lugar del Top-10 del Hubble en el artículo principal de la "Scientific American".

El asteroide "1981 EC20" fue renombrado a "3530 Hammel" en su honor.

## Citas
"El impacto creó un plumero de gases que se elevó 1000 millas de altura, el planeta fue cubierto con un hollín atmosférico", mencionó Heidi. "Si este impacto hubiera ocurrido en la Tierra, todos nosotros habríamos muerto. Hubiera creado una ruptura de la biosfera importante. Esto es lo que pensamos que les sucedió a los dinosaurios".
"Nublado con posibilidad de metano", es como Heidi Hammel, describe el clima de Neptuno.
"Estoy fascinada por el delicado balance entre la radiación solar externa y el calor interno de estos planetas. Este balance parece metaestable, particularmente para Urano, pero también para Neptuno, llevando a señales detectables en su actividad atmosférica de las estaciones y en la actividad solar. No entendemos del todo el proceso físico envuelto en el balance, y todavía es el mismo balance que ocurre en la atmósfera terrestre. En otras palabras, estudiando otros planetas, aprendemos acerca de la Tierra, y el conocimiento de la Tierra es increíblemente importante para nosotros como especie.

## Publicaciones
- Hammel, H. B. et al. Jupiter After the 2009 Impact: Hubble Space Telescope Imaging of the Impact-generated Debris and its Temporal Evolution. The Astrophysical Journal Letters, Volume 715, Issue 2, pp. L150-L154 (2010).
- Hammel, H. B.; Sromovsky, L. A.; Fry, P. M.; Rages, K.; Showalter, M.; de Pater, I.; van Dam, M. A.; Lebeau, R. P.; Deng, X. The Dark Spot in the atmosphere of Uranus in 2006: Discovery, description, and dynamical simulations. Icarus, Volume 201, Issue 1, p. 257-271.
- Luszcz-Cook, S. H.; de Pater, I.; Ádámkovics, M.; Hammel, H. B.Seeing double at Neptune’s south pole. Icarus, Volume 208, Issue 2, p. 938-944.